# Amphitheatre Peaks
Amphitheatre Peaks är en bergstopp i Antarktis. Den ligger i Östantarktis. Australien gör anspråk på området. Toppen på Amphitheatre Peaks är 667 meter över havet.
Terrängen runt Amphitheatre Peaks är platt österut, men västerut är den kuperad. Terrängen runt Amphitheatre Peaks sluttar västerut. Trakten är obefolkad. Det finns inga samhällen i närheten.